# A Cheap Boot Store
A Cheap Boot Store è un cortometraggio muto del 1904 diretto da Lewin Fitzhamon.

## Trama
Un damerino prova uno stivale stretto in un negozio a buon mercato.

## Produzione
Il film fu prodotto dalla Hepworth.

## Distribuzione
Distribuito dalla Hepworth, il film - un cortometraggio della lunghezza di 15,2 metri - uscì nelle sale cinematografiche britanniche nell'agosto 1904. Non si hanno altre notizie del film che si ritiene perduto, forse distrutto nel 1924 quando il produttore Cecil M. Hepworth, ormai fallito, cercò di recuperare l'argento del nitrato fondendo le pellicole.